# 坂本真
坂本 真（さかもと まこと、1977年〈昭和52年〉6月17日 - ）は、日本の俳優。茨城県出身。popchic factory所属。

## 人物
- 黒縁眼鏡とマッシュルームカットがトレードマーク。
- テレビドラマを中心に、オタクタイプや気弱な役を多く演じている。
- 役者業のほか、2019年に夫婦でカフェ&バー「bookcobar」をオープンした。

## 出演

### テレビドラマ
- 超光戦士シャンゼリオン 第15話（テレビ東京）
- 金曜エンタテイメント「教師びんびん物語スペシャル」（フジテレビ）
- 新・俺たちの旅（1999年、日本テレビ） - ヒロシ 役
- 月下の棋士（2000年、テレビ朝日）
- 金曜時代劇「茂七の事件簿 新ふしぎ草紙」（2001年、NHK） - 晋吉 役
- ドラマスペシャル「負け組キックオフ」（テレビ朝日）
- やんパパ（2002年、TBS） - 栗本 役
- 24時間テレビ「ふたり 私たちが選んだ道」（2003年8月23日、日本テレビ） - イケテナイ看護士 役
- ケータイ刑事 銭形泪 第11話（2004年、BS-I） - 銅太郎 役
- ウルトラQ dark fantasy 第11話「トーテムの眼」（2004年、テレビ東京） - 骨董店店番 役
- 月曜ドラマシリーズ（NHK）
  - 「妻の卒業式」（2004年）
  - 「ハチロー〜母の詩、父の詩〜」（2005年）
- TBS50周年SPドラマ「青春の門〜筑豊篇〜」（2005年3月21日・22日、TBS） - 春男 役
- ほんとにあった怖い話 「心霊写真」（フジテレビ） - 新城豊 役
- 恋する日曜日・文学の唄 「市井事」（BS-i） - 中山桔平 役
- 一週間の恋（2006年1月5日、TBS） - 同僚 役
- 海猿（2005年7月 - 9月、フジテレビ） - 永島康太 役
- Pinkの遺伝子「タイチ&ナツ」（2005年10月 - 12月、テレビ東京） - 竹生島光 役
- 野ブタ。をプロデュース 第3話（2005年10月 - 12月、日本テレビ） - 駒井 役
- 富豪刑事デラックス 第4話（2006年4月 - 6月、フジテレビ） - 菊池裕二 役
- ビバ!山田バーバラ（2006年6月 - 7月、日本テレビ） - 一ノ瀬寛 役
- スーパー戦隊シリーズ（テレビ朝日）
  - 轟轟戦隊ボウケンジャー 第32話（2006年10月8日） - 島田浩介 役
  - 烈車戦隊トッキュウジャー 第34話（2014年10月26日） - 表参道義雄 役
- のだめカンタービレ（2006年10月 - 12月、フジテレビ） - 橋本洋平 役
- ママが料理をつくる理由（2007年3月3日、フジテレビ） - 木内テルオ 役
- LIAR GAME（2007年4月 - 6月、フジテレビ） - 大野亘 役
- 美少女戦麗舞パンシャーヌ 第9話（2007年4月 - 6月、テレビ東京） - マザコン怪人 役
- モップガール 第4話（2007年10月 、テレビ朝日） - 塚田浩平 役
- ガリレオ 第9・10話（2007年12月 、フジテレビ） - 藤川雄一 役
- サンシャイン デイズ（2007年、テレビ神奈川） - 阿部次郎 役
- のだめカンタービレ in ヨーロッパ（2008年1月4日・5日、フジテレビ） - 橋本洋平 役
- パズル 第4話（2008年5月9日、テレビ朝日） - 志村栄一 役
- キミ犯人じゃないよね? 第7話ゲスト（2008年5月23日、テレビ朝日） - ザンギリキラー 役
- 上海タイフーン（2008年9月、NHK） - 沢幸之助 役
- 仮面ライダーシリーズ（テレビ朝日）
  - 仮面ライダーキバ 第32・33話（2008年9月14日・21日） - 沼川 役[2]
  - 仮面ライダーオーズ/OOO 第9・10話（2010年10月31日・11月14日） - 只野通 役[3]
- Around40〜注文の多いオンナたち〜 第2話（2008年、TBS） - 室井 役
- 未来世紀シェイクスピア ＃02（2008年11月、関西テレビ） - 青山 役
- 名曲探偵アマデウス「♯11ベルリオーズ 幻想交響曲」（2008年、NHK） - 夢見宅夫 役
- ロト6で3億2千万円当てた男 最終回（2008年、朝日放送・テレビ朝日）
- ヴォイス〜命なき者の声〜 第7話（2009年2月、フジテレビ） - スーパーの店員 役
- 東京少女ユ・ソルア 第4話「北北西少女」（2009年3月28日、BS-i） - 田所治 役
- 名探偵の掟 第7話ゲスト（2009年5月29日、テレビ朝日） - 灰田次郎 役
- 相棒 Season8 第4話（2009年11月11日、テレビ朝日） - 福永ミノル 役
- わが家の歴史（2010年、フジテレビ） - 臼井 役
- 名探偵コナン 工藤新一への挑戦状 第2話（2011年7月14日、読売テレビ） - 大田裕 役
- バラ色の聖戦 第4話（2011年9月25日、テレビ朝日） - 百城 役
- 牙狼＜GARO＞〜MAKAISENKI〜 第4話（2011年10月27日、テレビ東京系列） - イチロー 役
- 知られざる幕末の志士 山田顕義物語（2012年1月2日、MBS）
- 最後から二番目の恋（フジテレビ） - 武田誠 役[4]
  - 第1期（2012年1月 - 3月）
  - 第2期 続・最後から二番目の恋（2014年4月 - 6月）
- ATARU 第8話（2012年6月3日、TBS） - 伊藤稔 役
- そこをなんとか 第4話（2012年11月11日、NHK BSプレミアム） - 土屋忠 役
- 水曜ミステリー9「松本清張没後20年特別企画 事故〜黒い画集〜」（2012年12月12日、テレビ東京） - 古野正行 役
- スペシャルドラマ「必殺仕事人2013」（2013年2月17日、朝日放送） - 二心太助 役
- 東京バンドワゴン〜下町大家族物語 第7話（2013年11月23日、日本テレビ） - 康円 役
- 土曜ワイド劇場「司法教官・穂高美子3」（2014年5月31日、テレビ朝日） - 花田裕輔 役
- 吉原裏同心 第1話（2014年6月26日、NHK） - 甚吉 役
- すべてがFになる（2014年10月21日、フジテレビ） - 片桐誠人 役
- 連続ドラマW「ふたがしら」 第3話（2015年6月27日、WOWOW） - 銀五郎 役
- 初森ベマーズ（2015年7月 - 9月、テレビ東京） - 司法浪人生 役
- マッサージ探偵ジョー 第3話（2017年4月22日、テレビ東京） - 高橋良太 役
- 衝撃スクープSP 30年目の真実 ～東京・埼玉連続幼女誘拐殺人犯・宮崎勤の肉声～（2017年10月7日、フジテレビ） -  宮﨑勤 役[5]
- オー・マイ・ジャンプ! 〜少年ジャンプが地球を救う〜 第2話（2018年1月20日、テレビ東京）- 岩田店長 役
- 将軍刑事（2018年、テレビ朝日） - 今野飛勇太 役
- 家政夫のミタゾノ（2018年、テレビ朝日） - 恩田良彦 役
- 法医学教室の事件ファイル（2018年8月12日、テレビ朝日）
- イノセンス 冤罪弁護士（2019年、日本テレビ） ‐ 富士田順平 役[6]
- やすらぎの刻〜道（2019年、テレビ朝日） - 有馬 役
- NHKスペシャル 戦国 ～激動の世界と日本～（1）「秘められた征服計画　織田信長×宣教師」（2020年7月1日、NHK） - 豊臣秀吉 役
- NHKスペシャル 大戦国史「激動の日本と世界」（2020年9月26日、NHK BSプレミアム） - 豊臣秀吉 役[7]
- 歴史秘話ヒストリア 戦国マネー・ウォーズ（2020年9月30日、NHK） - 豊臣秀吉 役[8]
- GO HOME〜警視庁身元不明人相談室〜 第1話（2024年7月13日、日本テレビ） - 西川拓哉 役

### 映画
- 仮面学園（2000年） - 北村憲治 役
- STACY ステーシー（2001年）- 松井 役
- バトル・ロワイアルII 鎮魂歌（2003年） - 葛西治虫 役
- 花とアリス（2004年） - 洩津当郎・猛烈亭ア太郎 役
- あゝ!一軒家プロレス（2004年） - 翔太 役
- 電車男（2005年6月） - オタクC（むとう） 役
- 逆境ナイン（2005年7月） - 南 役
- フライ,ダディ,フライ（2005年7月） - 山下 役
- スケバン刑事 コードネーム=麻宮サキ（2006年） - 東山晴樹 役
- 出口のない海（2006年9月） - 菊池 役
- LOST〜呪われた島〜（2006年9月） - 細谷由之 役
- アオグラ AOGRA（2006年10月） - ベラマッチャ（上松） 役
- いつかの君へ（2007年7月） - 井出豊 役
- グミ・チョコレート・パイン（2007年12月）
- 学校裏サイト（2009年7月）
- 白日夢（2009年9月） - 宇波弘樹 役
- のだめカンタービレ 最終楽章 前編（2009年12月） - 橋本洋平 役
- BRAVE HEARTS 海猿（2012年7月13日、東宝） - 永島康太 役

### オリジナルビデオ
- けっこう仮面 プレミアム（2006年） - 生徒 役
- 新まるごし刑事! チャイルドを救出せよ!（2009年6月） - ハッカー 役

### 舞台
- CORNFLAKES第3回公演「体感季節」（2007年11月17日 - 25日）
- ドラえもん のび太とアニマル惑星（2008年7月 - 9月） - のび太 役
- オーストラ・マコンドー公演「some day」（2019年9月20日 - 29日）
- 劇団たいしゅう小説家 Present's「おばドルゆみこ ～あけて鎧戸メモリー 2020～」（2020年2月19日 - 2月23日）[9]
- 山口ちはるプロデュース「粛々と運針」（2021年3月24日 - 28日）[10]
- オーストラ・マコンドー11周年記念公演「孤独」（2021年7月30日 - 8月8日）
- 小林光の大忘年会「天国への階段」（2021年12月17日・24日）
- マコンドープロデュース「かれのいきる」（2022年5月21日 - 6月3日） - かい 役
- kimagure studio presents 朗読劇「すっぴん 2024」（2024年11月13日 - 17日）[11]
- 劇団壱劇屋東京支部「APOCADENZA -アポカデンツァ-」（2024年10月24日 - 27日） - ジジ 役[12][13]
- 試験紙プロデュース「some day」（2025年2月20日 - 26日）[14]

### CM
- ダイドードリンコ「コーヒーキャンペーン」
- 味の素「パルスイート」「スリムアップシュガー」
- 森永製菓「チュッパチャップス」
- フォーシード「リンクカード」
- EPSON「カラープリンター」
- NTTドコモ四国「iアプリ」
- SEGA「ドリームキャスト」
- SONY「チャーリーズエンジェルDVD」
- 東洋水産 マルちゃん「ホットヌードル」
- ロッテ 「トッポ」（2009年3月9日）
- NTT東日本 「フレッツ・テレビ」（クイズ篇）（2010年6月）
- ポッカサッポロフード&ビバレッジ 「ゲロルシュタイナー」（入社篇、飲み会篇）（2013年4月）

### 配信ドラマ
- Naokiman HORROR SHOW「チルドレン」（2023年8月19日配信予定、DMM TV）[15]